# Karmeluk

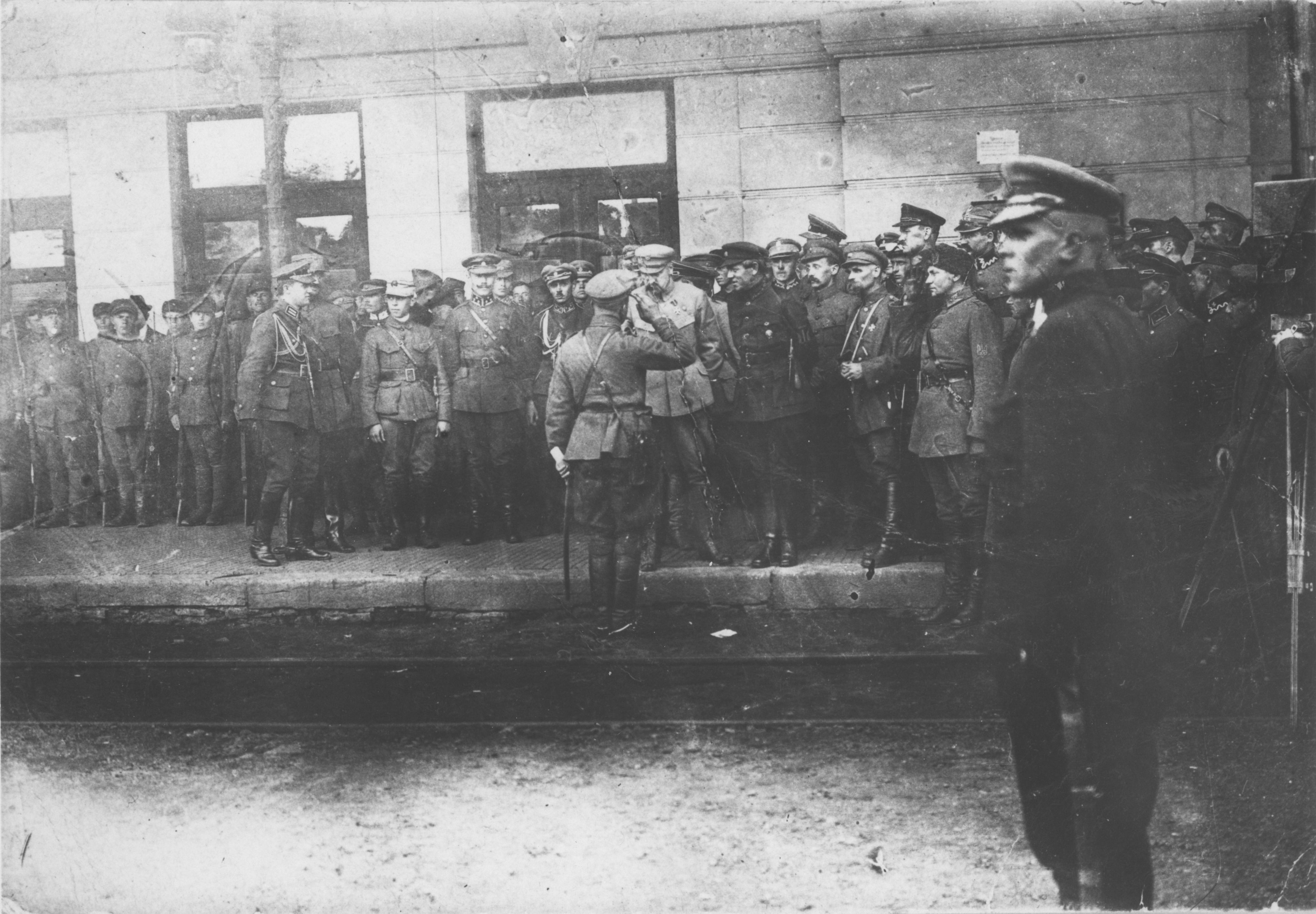
Józef Piłsudski i Symon Petlura w Winnicy 16 maja 1920

„Karmeluk” (ros. Бронепотяг „Кармелюк”) – ukraiński pociąg pancerny podczas wojny polsko-bolszewickiej
Nie wiadomo, kiedy pociąg został zbudowany. Prawdopodobnie powstał na bazie pociągu pancernego rozbitego w Kamieńcu Podolskim. W dokumentach operacyjnych Sztabu Głównego Armii Czynnej Ukraińskiej Republiki Ludowej „Karmeluk” występuje od poł. lipca 1920 r. Dowódcą pociągu był płk Anatol Dworenko-Dworkin. Załoga liczyła 286 żołnierzy, w tym 20 oficerów. Walczył w rejonie Husiatyna. 22 sierpnia pomiędzy Jezupolem i stacją kolejową Hałycz wjechał na minę, w wyniku czego został zniszczony opancerzony parowóz i część wagonów. Po wyremontowaniu w warsztatach kolejowych w Stanisławowie miało miejsce 5 września uroczyste oddanie go do użytku z udziałem Józefa Piłsudskiego i atamana Semena Petlury. W poł. listopada pociąg wspierał natarcie 2 Wołyńskiej Dywizji Strzeleckiej na kierunku Bar-Wasiutyńce. Po zawarciu zawieszenia broni pomiędzy Polakami i bolszewikami załoga zniszczyła go 21 listopada na stacji kolejowej Wołoczyska.
Nazwa pociągu nawiązuje do postaci Ustima Karmeluka (1787-1835), ukraińskiego przywódcy powstań chłopskich na Podolu. 